# Agriocnemis zerafica
Agriocnemis zerafica is een libellensoort uit de familie van de waterjuffers (Coenagrionidae), onderorde juffers (Zygoptera).
De soort staat op de Rode Lijst van de IUCN als niet bedreigd, beoordelingsjaar 2009.
De wetenschappelijke naam van de soort is voor het eerst geldig gepubliceerd in 1915 door Le Roi.